# سرتنکا (استان آمور)
سرتنکا (به لاتین: Sretenka) یک منطقهٔ مسکونی در روسیه است که در استان آمور واقع شده‌است.